# Nebulosa Gato
Nebulosa Gato é o 25° Sub-Episodio de Tom and Jerry Tales (O Novo Desenho de Tom & Jerry).Contém Também as Participações Especiais de Nibbles e Droopy.

## Sinopse
Jerry e Nibbles estão numa missão Especial Para Ir a Nebulosa Gato.Por Causa de Nibbles, A Missão fica Dificil por ele ter comido toda a Comida.Com Fome, Jerry Come varías Pílulas.O doutor Vê Jerry. Depois, um Gato Alíenigena (Tom) Quer Comer Jerry.

## Curiosidades
- Este foi o Único Episodio que Nibbles participou de Tom and Jerry Tales.
- O Doutor que foi ver se o Jerry está bem, é o Droopy, Um Cachorro dos Classicos desenhos de Hanna-Barbera.